# Russell-Tribunal
Das erste Russell-Tribunal, auch unter der Bezeichnung Vietnam War Crimes Tribunal (englisch für „Vietnam-Kriegsverbrechen-Tribunal“) bekannt, wurde 1966 von dem britischen Mathematiker, Philosophen und Literaturnobelpreisträger Bertrand Russell sowie Ken Coates und weiteren Beteiligten, unter dem Dach der Bertrand Russell Peace Foundation (Bertrand-Russell-Friedens-Stiftung) ins Leben gerufen. Ziel des Tribunals war die Untersuchung und Dokumentation US-amerikanischer Kriegsverbrechen im Vietnamkrieg nach 1954.

## Charakter und Zielsetzungen des ersten Russell-Tribunals
Bertrand Russell erklärte in seiner Rede auf dem ersten Treffen des Tribunals am 13. November 1966, dass das Tribunal ohne geschichtlichen Vorläufer sei. Im Gegensatz zu vorhergegangenen Tribunalen wie dem Nürnberger Tribunal verfügte das Vietnam War Crimes Tribunal über keine Mittel zur Durchsetzung seiner Beschlüsse, was jedoch auch Vorteile bot, da die Untersuchungen ohne staatliche Beeinflussungen blieben.
Auf der konstituierenden Sitzung am 15. November 1966 in London gab das Tribunal seine Struktur, den Zeitplan und eine Liste von fünf Arbeitsschwerpunkten bekannt:
1. Hat die US-Regierung (und die Regierungen von Australien, Neuseeland und Südkorea) Aggressionshandlungen im Sinne des Völkerrechts begangen?
2. Hat die US-Armee experimentelle Waffen getestet, neue Waffenarten oder vom Kriegsrecht verbotene Waffen eingesetzt?
3. Wurden Ziele mit vollständig zivilem Charakter wie z. B. Krankenhäuser, Schulen, Sanatorien, Dämme etc. bombardiert, und in welchem Umfang passierte dies?
4. Wurden vietnamesische Gefangene inhumanen, durch das Kriegsvölkerrecht verbotenen Behandlungen unterzogen, insbesondere Folter und Verstümmelungen? Kam es zu ungerechtfertigten Repressalien gegen die Zivilbevölkerung, insbesondere zu Exekutionen von Geiseln?
5. Wurden Zwangsarbeitslager errichtet und kam es zu Deportationen der Bevölkerung oder anderen Maßnahmen mit dem Ziel der Vernichtung der Bevölkerung, die juristisch als Genozid charakterisiert werden können?[2]

## Mitglieder des ersten Russell-Tribunals
An beiden Sitzungen des Tribunals nahmen Repräsentanten aus insgesamt 18 Ländern teil. Die Vertreter, meist prominente Personen der Friedensbewegung, von Bürgerbewegungen, Schriftsteller, Wissenschaftler oder Politiker waren:
- Bertrand, Lord Russell (Tribunal Honorary President, englisch für „Ehrenpräsident des Tribunals“) – Friedensaktivist, Mathematiker und Philosoph
- Jean-Paul Sartre (Tribunal Executive President, „aus-“ oder „geschäftsführender Präsident des Tribunals“) – französischer Philosoph und Schriftsteller
- Vladimir Dedijer (Tribunal Chairman and President of Sessions, „Vorsitzender und Sitzungsleiter des Tribunals“) – jugoslawischer Schriftsteller, Professor für moderne Geschichte, jugoslawischer Gesandter der UN-Generalversammlung 1945–1952
- Wolfgang Abendroth – Professor der Politikwissenschaften Uni Marburg
- Günther Anders – österreichischer Schriftsteller und Philosoph
- Mehmet Ali Aybar – türkischer Intellektueller, Vorsitzender der Arbeiterpartei der Türkei und Abgeordneter im türkischen Parlament
- James Baldwin – US-amerikanischer Schriftsteller
- Lelio Basso – italienischer Linkssozialist und Experte für internationales Recht
- Simone de Beauvoir – französische Schriftstellerin und Philosophin
- Lázaro Cárdenas del Río – mexikanischer Ex-Präsident und General der mexikanischen Armee, Empfänger des State Peace Price (Staatsfriedenspreises) 1955
- Stokely Carmichael – Vorsitzender des Student Nonviolent Coordinating Committee (SNCC, „studentisches gewaltfreies Koordinationskomitee“)
- Lawrence Daly – britischer Gewerkschaftsführer
- Dave Dellinger – amerikanischer Schriftsteller, Anti-Kriegs-Aktivist
- Isaac Deutscher – Historiker und Schriftsteller
- Chaika Grossman – israelische Politikerin der Vereinigten Arbeiterpartei, spätere Vizepräsidentin der Knesset
- Gisèle Halimi – Juristin, Anwältin von Djamila Bouhired
- Amado V. Hernandez – philippinischer Dichter, Vorsitzender der philippinischen demokratischen Arbeiterpartei
- Melba Hernandez – Vorsitzender des Cuban Committee for Solidarity with Viet Nam („kubanisches Komitee für die Solidarität mit Vietnam“), heute die Cuba-Viet Nam Friendship Association („Kuba-Vietnam-Freundschafts-Assoziation“)
- Mahmud Ali Kasuri – pakistanischer Anwalt und Politiker
- Sara Lidman – schwedische Schriftstellerin
- Floyd McKissick – amerikanischer Bürgerrechtler
- Kinju Morikawa – japanischer Anwalt, Generalsekretär des japanischen Komitees zur Untersuchung von US-Verbrechen in Vietnam, Präsident des Untersuchungsausschusses zum Tonkin-Zwischenfall
- Carl Oglesby – ehemaliger Präsident der Students for a Democratic Society („Studenten für eine demokratische Gesellschaft“), Schriftsteller
- Shōichi Sakata – japanischer Physiker, führendes Mitglied der Japan Civil Liberties Union („Union für zivile Freiheiten Japan“)
- Laurent Schwartz – französischer Mathematiker, Empfänger der Fields-Medaille
- Peter Weiss – Theaterautor, Film-Regisseur[3][4]
- Uwe Wesel – deutscher Jurist, Publizist

## Durchführung, Schlussfolgerungen und „Urteile“

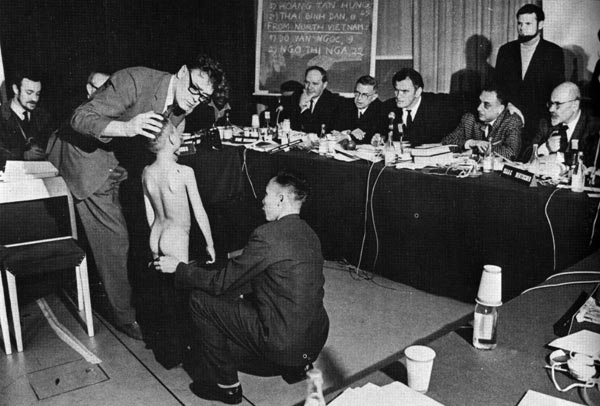
Russell-Tribunal in Stockholm (1967)

Die erste Tagung fand am 13. November 1966 in London statt. Geplant war, zur Untersuchung des ersten und dritten Anklagepunktes in Paris zu tagen. Nach einem von Charles de Gaulle erwirkten Verbot beschloss das Tribunal jedoch, sich stattdessen in Stockholm zu versammeln, wo von 2. bis 10. Mai 1967 die erste Sitzungsperiode abgehalten wurde, gefolgt von der zweiten in Kopenhagen. Da die dänischen Behörden die Durchführung in Kopenhagen verboten hatten, wurde diese zweite Sitzung in Roskilde durchgeführt.
Während beider Sitzungen des Tribunals gaben mehr als 30 Personen Aussagen zu Protokoll, darunter US-Militärpersonal und Vertreter der Kriegsparteien in Vietnam. Die Nationale Front für die Befreiung Südvietnams und die Regierung der Demokratischen Republik Vietnam sicherten dem Tribunal ihre Unterstützung bei der Informationsbeschaffung und bei der Überprüfung der Zuverlässigkeit des Materials zu. Der kambodschanische Staatsführer Prinz Sihanouk unterbreitete dem Tribunal ein ähnliches Angebot. Die US-Regierung, die eingeladen worden war, selbst Beweismaterialien beizusteuern und Mitarbeiter/Repräsentanten zum Tribunal zu entsenden, verweigerte jegliche Zusammenarbeit.
Als Ergebnis der ersten Sitzungsperiode, die sich mit den Schwerpunkten 1 und 3 beschäftigte, wurde befunden, dass die USA des Verbrechens gegen den Frieden, Bruches internationalen Rechts, insbesondere des Paktes von Paris von 1928, des Briand-Kellogg-Paktes, der Charta der Vereinten Nationen (Artikel 2, Punkt 4) sowie des Abkommens der Indochinakonferenz von 1954 schuldig seien. Die Regierungen von Australien, Neuseeland und Südkorea wurden der Komplizenschaft für schuldig befunden (Punkt 1).
Die USA wurden weiterhin folgender Kriegsverbrechen für schuldig befunden: der Bombardierung ausschließlich zivil genutzter Einrichtungen (Krankenhäuser, Schulen etc.) und des Einsatzes von Splitterbomben gegen die Zivilbevölkerung (Punkt 3).
Die Ergebnisse der zweiten Sitzungsperiode lauteten:
- Ist die Regierung von Thailand der Komplizenschaft an der von der US-Regierung gegen Vietnam ausgeübten Aggression schuldig? - Ja (einstimmig)
- Ist die Regierung der Philippinen der Komplizenschaft an der von der US-Regierung gegen Vietnam ausgeübten Aggression schuldig? - Ja (einstimmig)
- Ist die Regierung von Japan der Komplizenschaft an der von der US-Regierung gegen Vietnam ausgeübten Aggression schuldig? - Ja (8 dafür, 3 dagegen: Die drei Mitglieder des Tribunals, die mit Nein antworteten, stimmten überein, dass Japan beträchtliche Unterstützung für die US-Regierung geleistet habe, lehnten es jedoch ab, von einer Komplizenschaft der US-Aggression zu sprechen)
- Ist die US-Regierung der Aggression gegen die Bevölkerung von Laos, laut Definition durch internationales Recht, schuldig? - Ja (einstimmig)
- Haben die US-Streitkräfte mit Waffen experimentiert oder Waffen benutzt, die laut Kriegsrecht verboten sind? - Ja (einstimmig)
- Wurden vietnamesische Kriegsgefangene Behandlungen unterzogen, die durch das Kriegsrecht verboten sind? - Ja (einstimmig)
- Haben US-Streitkräfte die Zivilbevölkerung inhumaner, verbotener Behandlungen unterzogen? - Ja (einstimmig)
- Ist die US-Regierung des Genozids am vietnamesischen Volk schuldig? - Ja (einstimmig)[6]

## Internationale Wahrnehmung/Nachwirkungen
Das Vietnam War Crimes Tribunal erhielt international einige Aufmerksamkeit, blieb in den USA jedoch größtenteils unbeachtet, da viele es für einen „Schauprozess“ mit vorbestimmtem Ausgang hielten.
Das Modell des Vietnam War Crimes Tribunal wurde nach Russells Tod mehrfach aufgegriffen:
- 1973–1976: 2. Russell-Tribunal über Menschenrechtsverletzungen in Lateinamerika und Südafrika in Rom und Brüssel
- 1977–1979: 3. Russell-Tribunal über die Situation der Menschenrechte in der Bundesrepublik Deutschland in Frankfurt-Harheim (28. März bis 4. April 1978) und Köln-Mülheim (3. bis 8. Januar 1979)
- 1980: 4. Russell-Tribunal in Rotterdam über die Unterdrückung der indigenen Völker Nord- und Südamerikas
- 2001: 5. Russell-Tribunal über Menschenrechte in der Psychiatrie in Berlin, als Teil des Kongresses „Freedom of Thought“[7]
- 2005: Welt-Tribunal über den Irak[krieg] zur US-Invasion im Irak von 2003
- 2009: Russell-Tribunal zu Palästina zur Lage der Menschenrechte in den besetzten Gebieten Palästinas
- 2021: Belmarsh-Tribunal der Progressiven Internationalen zur Inhaftierung Julian Assanges und dem War on Terror[8]

Auf Initiative von Lelio Basso wurde 1979 ein Permanentes Völkertribunal zu Menschenrechtsverletzungen und Verletzungen der Rechte von Völkern eingerichtet, das jährlich zu unterschiedlichen Themengebieten tätig ist.

## Charakter, Zielsetzungen und Verlauf des dritten Russell-Tribunals
Das dritte Russell-Tribunal über die Situation der Menschenrechte in der Bundesrepublik Deutschland wurde zunächst durch eine öffentliche Kampagne gegen den sog. Radikalenerlass und die angebliche politische wie soziale „Repression“ in der Bundesrepublik angelegt. Ihre wichtigsten Initiatoren gehörten dem Sozialistischen Büro an. Der Kommunistische Bund schloss sich an und trieb die Kampagne mit eigenen Veranstaltungen und Publikationen voran.
Das Tribunal stieß anfangs, besonders durch die Ereignisse im Deutschen Herbst 1977, auf ein großes öffentliches Interesse, blieb aber aufgrund des Verdachts politischer Einseitigkeit und der Auswahl der Juroren, u. a. die Schriftstellerin Ingeborg Drewitz, der Theologe Helmut Gollwitzer, der Pastor Martin Niemöller, der norwegische Friedensforscher Johan Galtung und der italienische Mathematiker Lucio Lombardo Radice (PCI), umstritten.
Die Russell-Stiftung und das Sozialistische Büro sorgten dafür, dass das Tribunal nur eine begrenzte Zahl von Themen verhandelte. Heikle Themen, wie die Behandlung der RAF-Gefangenen in den Haftanstalten oder die Mordthese zum Tod der RAF-Spitze in Stammheim, wurden nicht aufgegriffen. Der Schwulengruppe NARGS gelang es aber, das Verbot eines Informationsstandes in Aachen von 1973, das vom Oberverwaltungsgericht Münster 1976 in letzter Instanz für rechtmäßig erklärt worden war, zum Verhandlungsgegenstand in der zweiten Sitzungsperiode im Januar 1979 zu machen. Dies sorgte für Unmut bei ultralinken Unterstützern der Veranstaltung. Der Kommunistische Bund, der die Interessen dieser Einzelpersonen und Russell-Initiativen vertrat, versagte nach der ersten Sitzungsperiode deshalb die weitere Unterstützung der Kampagne sowie der zweiten Sitzungsperiode.
Von der „gemäßigten“ Linie versprachen sich die Initiatoren eine größere öffentliche Wirkung des Tribunals und eine gewisse Akzeptanz vonseiten der SPD, deren Innenpolitik der letzten Jahre im Fokus der Veranstaltung stand: Neben dem Radikalenerlass untersuchte das Tribunal, ob es im Zuge der Anti-Terror-Gesetze zu Einschränkungen der Meinungs- und Pressefreiheit und zur Einschränkung der Verteidigerrechte bei Strafverfahren gekommen war. Am Rande wurde auch die Frage behandelt, ob die Haftbedingungen der RAF-Gefangenen menschenrechtsgefährdend waren. Insgesamt zeigten sich die Jurymitglieder weniger einig in ihren Einschätzungen als nach der ersten Sitzungsperiode. Dennoch zogen sie die Schlussfolgerung, dass die Menschenrechtssituation in der Bundesrepublik kritisch zu betrachten sei und fortan von einem unabhängigen Gremium beobachtet werden müsse. In diesem Zusammenhang bildete sich das Komitee für Grundrechte und Demokratie.